# Rhododendron argyrophyllum

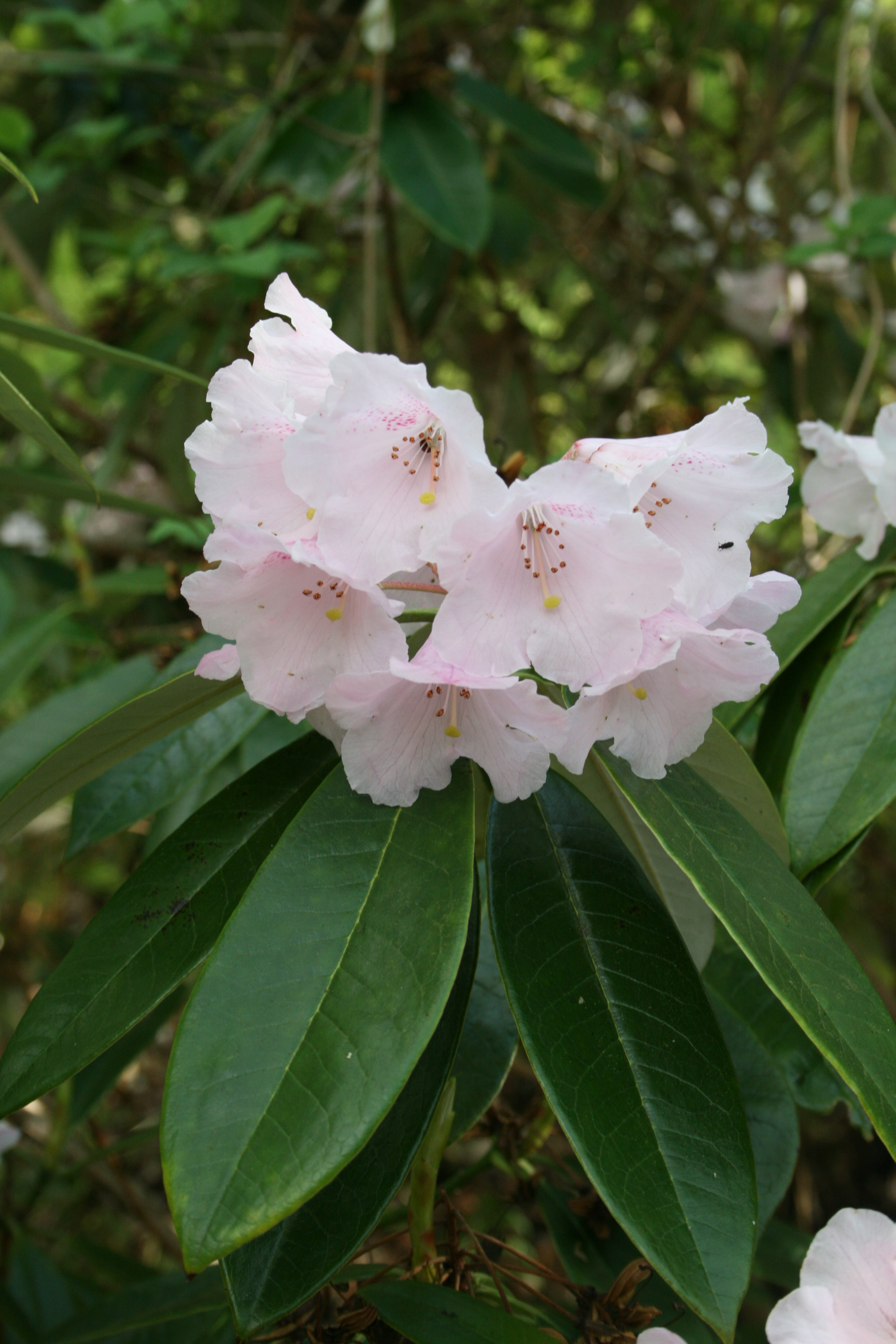
Rhododendron argyrophyllum

Rhododendron argyrophyllum (лат.) — небольшие деревья или кустарники, вид подсекции Argyrophylla секции Ponticum подрода Hymenanthes рода Рододендрон (Rhododendron) семейства Вересковые (Ericaceae).
Китайское название: 银叶杜鹃.

## Ботаническое описание

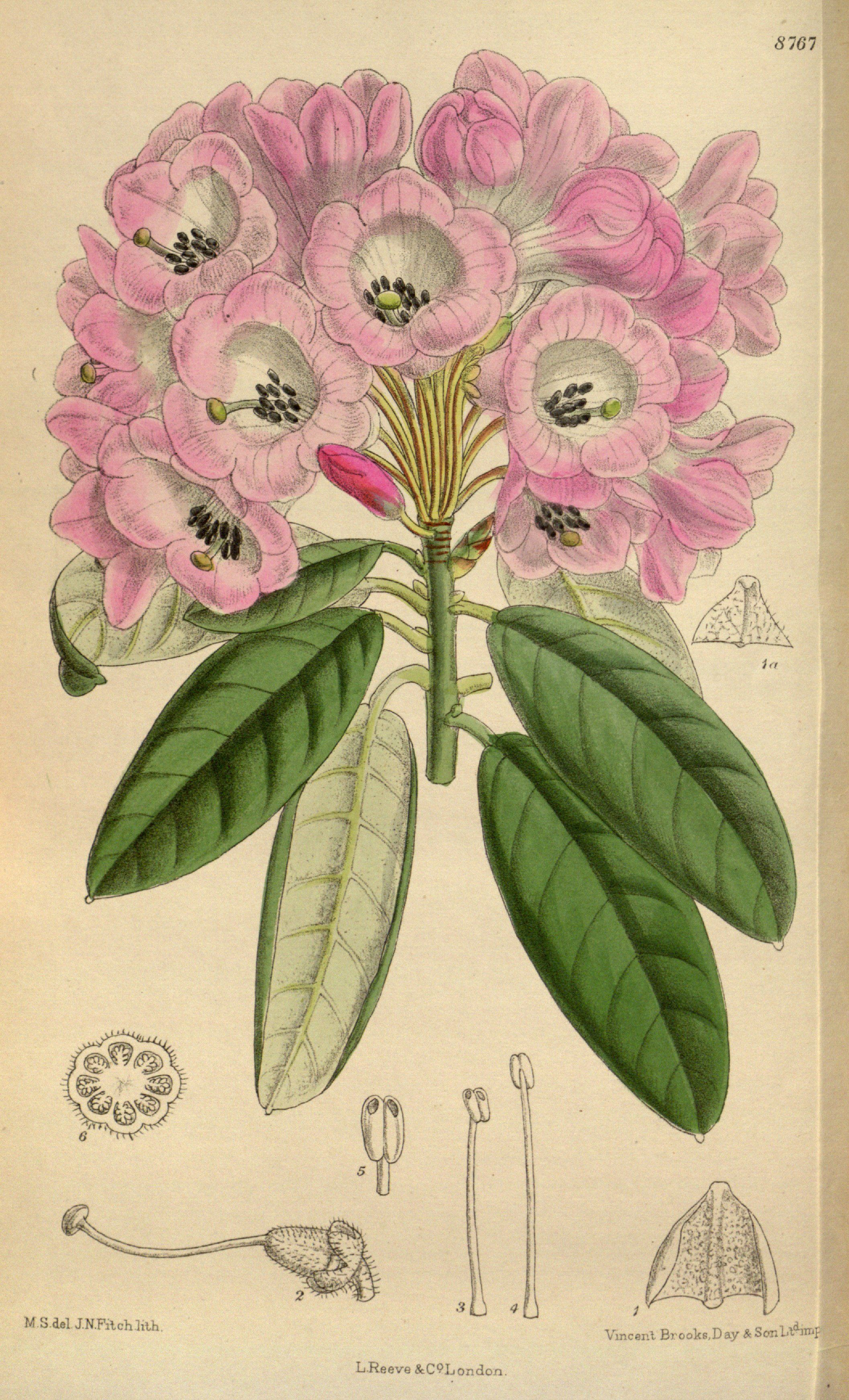
Rhododendron argyrophyllum
Ботаническая иллюстрация из Curtis's Botanical Magazine, 1918 год

Небольшие деревья или кустарники высотой 3—7 метров.
Кора сероватая, грубая; побеги зеленоватые, в молодости голые.
Черешок листа тонкий, 15—35 мм, опушённый; листовая пластинка кожистая, узкоэллиптическая или продолговато-ланцетная, 8—13 × 2—4 см; абаксиальная поверхность волосистая серебристо-белая до желтовато-коричневой; адаксиальная поверхность тёмно-зёленая, выпуклая.
Соцветие образовано 6—9 цветками. Цветоножка 1,5—3,5 см, опушённая; венчик воронковидно-колокольчатый или колокольчатый, белый или розовый, с пурпурными или розовыми пятнами в верхней части, 2,5—3,5 см; тычинок — 12—16, они имеют неравную длину (1,2—2,5 см). Аромат отсутствует.
Цветение в апреле-мае. Семена созревают в июле-августе.

## Экология
Леса, заросли на высоте 1600—2300 метров над уровнем моря.
Выдерживает понижения температуры до −18 °C.

## Ареал
Китай (Сычуань, Юньнань, Гуйчжоу).

## Естественные разновидности
- Rhododendron argyrophyllum subsp. nankingense (Cowan) D.F. Chamb.
- Rhododendron argyrophyllum subsp. omeiense (Rehder & E.H. Wilson) D.F. Chamb.